# Eliezer Ira Tape
Eliezer Ira Tape (Abobo, 31 agosto 1997) è un calciatore ivoriano, portiere del TS Galaxy e della nazionale ivoriana.

## Carriera

### Club
Con il San-Pédro ha disputato undici incontri di CAF Confederation Cup.

### Nazionale
Nel 2019 ha preso parte con la nazionale ivoriana alla Coppa delle nazioni africane 2019, senza giocare alcun incontro. Ha debuttato il 20 ottobre seguente disputando l'incontro di qualificazione per il campionato delle nazioni africane 2020 vinto 1-0 contro il Niger.
Nel 2021 viene convocato per i Giochi Olimpici di Tokyo ed in seguito anche per la Coppa delle nazioni africane 2021.

## Statistiche
Statistiche aggiornate al 21 febbraio 2020.

### Cronologia presenze e reti in nazionale
| Cronologia completa delle presenze e delle reti in nazionale ― Costa d'Avorio | Cronologia completa delle presenze e delle reti in nazionale ― Costa d'Avorio | Cronologia completa delle presenze e delle reti in nazionale ― Costa d'Avorio | Cronologia completa delle presenze e delle reti in nazionale ― Costa d'Avorio | Cronologia completa delle presenze e delle reti in nazionale ― Costa d'Avorio | Cronologia completa delle presenze e delle reti in nazionale ― Costa d'Avorio | Cronologia completa delle presenze e delle reti in nazionale ― Costa d'Avorio | Cronologia completa delle presenze e delle reti in nazionale ― Costa d'Avorio |
| Data                                                                          | Città                                                                         | In casa                                                                       | Risultato                                                                     | Ospiti                                                                        | Competizione                                                                  | Reti                                                                          | Note                                                                          |
| ----------------------------------------------------------------------------- | ----------------------------------------------------------------------------- | ----------------------------------------------------------------------------- | ----------------------------------------------------------------------------- | ----------------------------------------------------------------------------- | ----------------------------------------------------------------------------- | ----------------------------------------------------------------------------- | ----------------------------------------------------------------------------- |
| 20-10-2019                                                                    | Abidjan                                                                       | Costa d'Avorio                                                                | 1 – 0                                                                         | Niger                                                                         | Qual. CHAN 2020                                                               | -                                                                             |                                                                               |
| Totale                                                                        |                                                                               | Presenze                                                                      | 1                                                                             |                                                                               | Reti                                                                          | 0                                                                             |                                                                               |